# Riserva naturale orientata Isola di Linosa e Lampione
La Riserva naturale orientata Isola di Linosa e Lampione è un'area naturale protetta istituita nel 2000 situata nel territorio di Lampedusa e Linosa, comune italiano della provincia di Agrigento in Sicilia.

## Storia
La riserva è stata istituita con decreto dell'assessorato regionale del territorio e dell'ambiente numero 82/44 del 18 aprile 2000.